# Sandro Ruffo
Sandro Ruffo (Soave, 26 agosto 1915 – Verona, 7 maggio 2010) è stato un naturalista italiano.

## Biografia
Laureatosi a Bologna in Scienze Agrarie nel 1938, dopo un periodo di prigionia in Germania durante la Seconda guerra mondiale, rientra in Italia diventando nel 1945 conservatore zoologo e poi dal 1964 direttore del Museo civico di Storia Naturale di Verona.
È stato autore di oltre 300 lavori scientifici di carattere tassonomico e biogeografico, tra cui coautore dell'opera monografica "The Amphipoda of the Mediterranean" pubblicata dall'Institut Océanographique di Monaco. 
Nei suoi studi scientifici si è occupato principalmente di Faunistica e Biogeografia del Mediterraneo.
Già socio dell'Accademia Nazionale dei Lincei, medaglia d'oro dei Benemeriti della Cultura, Presidente del Comitato Tecnico della Fauna presso il Ministero dell'Ambiente, socio fondatore dell'Associazione Nazionale Musei Scientifici di cui è stato Presidente dal 1973 al 1980, nel 2007 ha ricevuto la Laurea ad Honorem in Conoscenza e gestione del Patrimonio Naturale presso l'Università di Bologna. 
Ebbe numerosissimi incarichi accademici, fu più volte consigliere della Società entomologica italiana e dell'Unione zoologica italiana, socio onorario di varie accademie scientifiche italiane ed internazionali.
Grazie alla sua sensibilità scientifica e all'amicizia che lo legava al naturalista forlivese Pietro Zangheri, negli anni '60 riuscì a salvaguardare l'importante collezione scientifica dell'amico forlivese, che oggi si trova conservata  presso il Museo civico di Storia Naturale di Verona.
(intervista al quotidiano L'Arena)

## Riconoscimenti
- Laurea ad Honorem in Conservazione e gestione del Patrimonio Naturale, Università di Bologna
- Medaglia d'oro dei Benemeriti della Cultura
- Socio dell'Accademia Nazionale dei Lincei